# Simone Sturari
Simone Sturari (Ancona, 18 novembre 1970) è un taekwondoka italiano.
Campione di arti marziali nella disciplina del Taekwondo, nel 1987 conquista la medaglia d'oro alla coppa del Mediterraneo di Roma all'età di 16 anni. L'anno successivo partecipa ai  Campionati Europei Juniores di Ankara conquistando la medaglia di bronzo, sconfitto dal padrone di casa vincitore della categoria. Ha vestito la maglia della Nazionale Italiana fino al 1995, l'anno che lo ha visto partecipare e vincere l'oro alla Coppa Europa a squadre a Salonicco, insieme a Claudio Nolano, Marcello Pezzolla, Massimiliano Romano.
Nel 2011 ai campionati Europei Master di Lignano ottiene la medaglia d'oro vincendo 11-4 contro l'atleta Inglese Mark Moores.